# 喻寺镇
喻寺镇是中国四川省泸州市泸县下辖的一个镇。

## 行政区划
喻寺镇下辖以下地区：
兴顺社区、桐远社区、陈沱村、鸦峰岩村、雷达村、古桥村、齐心村、雷坝村、新桥村、周堰村、谭坝村、兴隆村和赵南村。